# Giovan Girolamo de’ Rossi

Wappen der Rossis von Parma.

Giovan Girolamo de’ Rossi, auch Johannes Hieronymus, (* 19. Mai 1505 in San Secondo; † 5. April 1564 in Prato) war ein italienischer Bischof, Gouverneur von Rom und hervorragender Literat.

## Biografie
Der Sohn von Troilo I. de’ Rossi und Bianca Riario wurde 1505 als dritter von neun Geschwistern in San Secondo geboren. Seine Brüder waren Pier Maria III., Bertrando, Alessandro, Ettore und Giulio Cesare, seine Schwestern Costanza, Angela und Camilla. Er wurde bereits in sehr jungen Jahren nach Bologna und später nach Padua (unter Pietro Bembo) geschickt, um dort Humanismus und katholische Religion zu studieren.
Das erste Amt im Umfeld der Kurie erhielt er 1517, also mit erst 12 Jahren, das des apostolischen Protonotars. Es war Papst Leo X., der es ihm auferlegte, da er von einem Verwandten De’ Rossis mütterlicherseits, Raffaele Riario, dem Kardinal von San Giorgio, darum gebeten wurde. Neun Jahre später rief ihn ein neuer Papst, Clemens VII., als Kammerkleriker nach Rom.
Von 1530 bis 1541 und erneut von 1550 bis 1559 war Giovan Girolamo Bischof von Pavia.

### Die Plünderung Roms
Gaetano Moroni schreibt in seinem enzyklopädischen Werk Dizionario di erudizione storico-ecclesiastica da S. Pietro sino ai nostri giorni (dt.: Lexikon der historisch-kirchlichen Entwicklung vom Heiligen Petrus bis in unsere Tage), dass Giovan Girolamo zur Zeit des berühmten Sacco di Roma 1527 (dem damaligen Kirchenstaat) Gouverneur von Rom gewesen sei.
Die These Moronis, die von einigen späteren Geschichtswissenschaftlern übernommen wurde, wurde von Niccolò Del Re, dem Autor für die Libreria Editrice Vaticana (dt.: Buchverlag des Vatikans) durch den bezeichnenden Band Monsignor Governatore di Roma jeder Grundlage beraubt: Zur Zeit der Plünderung Roms war Bernardo de’ Rossi, Bischof von Treviso und Vetter Giovan Girolamos, der außerdem schlechte Beziehungen zu den Rossis von San Secondo hatte, Gouverneur von Rom.
Jedenfalls weiß man von folgendem Zitat:

„Er hielt eine Ansprache an das römische Volk, bestieg die Kanzel der Basilika Santa Maria in Aracoeli, um sich zur Bekämpfung des Feindes zu bewaffnen.“

### Die Krise mit Paul III.
Giovan Girolamo wurde Mitarbeiter des Papstes Paul III. aus dem Haus Farnese und von diesem als Beobachter der Vorgänge nach der Ermordung des Herzogs Alessandro de’ Medici nach Florenz gesandt.
1539 wurde er unter einem Vorwand nach Rom zurückgerufen und in der Engelsburg eingesperrt, um dort auf seinen Prozess zu warten. Der Prozess, der von Papst Paul III. gegen Giovan Girolamo de’ Rossi angestrengt wurde, der unter dem Vorwurf, der Anstifter der Ermordung des Grafen Langosco gewesen zu sein, angeklagt wurde, endete am 4. Juli 1541 („(...) ad beneplacitum sanctissimi domini nostri“) und brachte dem Geistlichen, der in der Engelsburg eingesperrt war, eine Geldstrafe in Höhe von 5000 Goldscudi und das Exil zuerst in Città di Castello bei seiner Schwester Angela, der Gattin von Alessandro Vitelli, (eine weitere Schwester, Costanza, hatte den Treuhänder des Herzogs Cosimo I. und Vetter von Maria Salvati, Girolamo di Luca degli Albizi, geheiratet) und dann in Frankreich. Die Folge des Strafverfahrens, das vielen Geschichtswissenschaftlern absolut ungerecht erschien (so sehr, dass Giovan Girolamo vom nachfolgenden Papst Julius III. rehabilitiert wurde), war vor allen Dingen die Entlassung De’ Rossis aus dem Amt des Bischofs von Pavia. Tatsächlich war das Ziel des Papstes Paul III., De’ Rossi vor Gericht zu stellen, gewesen, einen Mann loszuwerden, der sich wegen der Meinungsverschiedenheit seiner Familie mit den Farneses als einer der gefürchtetsten politischen Gegner herausgestellt hatte.
Nicht zufällig erhielt der Papst nach dieser Tatsache die Genehmigung von Kaiser Karl V., das Herzogtum Parma und Piacenza zu bilden, in das er als Herzog seinen legitimen Sohn Pier Luigi II: einsetzte.
Während seines Exils unterhielt Giovan Girolamo eine enge Korrespondenz mit Benvenuto Cellini, mit dem er auch einen Teil seiner Tage im Gefängnis in der Engelsburg verbracht hatte.

### Rehabilitation
Nach der Exilzeit, die auf den Prozess folgte, dem er unterzogen worden war, wurde De’ Rossi mit der Übernahme des Sitzes Petri durch Julius III. rehabilitiert und zum Gouverneur von Rom ernannt, ein Amt, das er vom 22. November 1551 bis zum 21. Januar 1555 bekleidete.
Sich der Dichtung und der Geschichtsschreibung widmend verbrachte er seine letzten Lebensjahre unter dem Schutz seines Vetters Cosimo I. de’ Medici in der Villa del Barone in Montemurlo, nicht weit von Prato entfernt, wo er am 5. April 1564 verstarb.
Aus der Erinnerung der Medicis weiß man, dass er in einem Augustinerkloster begraben wurde, und, dass er zahlreiche Kunstwerke hinterlassen hatte, insbesondere Skulpturen, die man in seinem letzten Wohnhaus und in seiner Residenz in Rom fand, die er unterhalten hatte (ein Teil dieser Kunstwerke war in einem Weinberg vergraben).
Sein Bischofsamt in Pavia übernahm sein Neffe Ippolito, der Sohn seines Bruders Pier Maria III. und von Camilla Gonzaga.
Laut dem Geschichtswissenschaftler Giuseppe Pelli Bencivenni blieben die Erben von Cosimo I. diesem Erbe gegenüber nicht unempfindlich, sodass:

„(...) zwischen dem Kardinal Ferdinando und dem Fürsten Francesco in genau diesem Jahr 1569 in Rom die Aufteilung der Statuen, die bereits der Bischof von Pavia, Giovanni Girolamo Rossi aus Parma, ein Geistlicher, der wegen seiner Doktrinen, seines Reichtums und seiner Wechselfälle, die er durchlebt hatte, nicht unbekannt war, besessen hatte, durchgeführt (...) und von diesen Statuen erhielt der zweite XXXI (31) und der erste XXVIII (28) (...).“

## Bildliches Erbe
Auf rein ikonografischer Ebene ist von dem Geistlichen tatsächlich nichts erhalten geblieben. Bis auf ein generisches Fresko im Wartezimmer des Bischofs von Pavia könnte das Bild im Adonissaal der Rocca dei Rossi von Giovan Girolamo de’ Rossi sein, von dem man sagte, dass es von Gian Giacomo Trivulzio sei, ähnlich dem Ritratto di un collezionista (dt.: Porträt eines Sammlers), das Parmigianino zugeschrieben wird, sich bereits im Eigentum der Familie Farnese befand und heute in der National Gallery in London ausgestellt ist.

## Werke
Erst vor Kurzem wurde von den Geschichtswissenschaftlern der literarische „Corpus“ dieses Humanisten der Renaissance wiederaufgebaut, wie in den folgenden Werken zusammengefasst:
- Vite di uomini illustri antichi e moderni (enthält Alberi di famiglie illustrissime)[5]
- Discorso del Reverendissimo Monsignor di Pavia. Tratto da diversi storici a proposito della guerra contra ’l Turco (gewidmet „Allo Illustre e Eccellente Signore Cosimo Medici Duca II di Firenze Signor mio osservandissimo“)
- Rime di M. Giovangirolamo de’ Rossi[6]
- Storia generale[7][8][9]
- Discorsi e ragionamenti dell’illustre e molto reverendo Monsignor lo Vescovo di Pavia fatti in guisa di dialoghi dove intervengono il signor don Ferrante Gonzaga, il Marchese di Marignano, il signor Pirro Colonna, il signor Lodovico Vistarino, l’autore.

Laut der Zeugnisse, die Giovan Girolamo de’ Rossi hinterlassen hat, muss er auch der Autor der folgenden Werke gewesen sein, die verloren gingen:
- Libro degli usi diversi
- Centiloquio
- Discorso sulle medaglie
- Differenze delle età
- Notizie e cose memorande de’ miei tempi